# Ormosia grandiflora
Ormosia grandiflora är en ärtväxtart som först beskrevs av Louis René Tulasne, och fick sitt nu gällande namn av Velva Elaine Rudd. Ormosia grandiflora ingår i släktet Ormosia och familjen ärtväxter. Inga underarter finns listade i Catalogue of Life.